# Hussam bin Saud
Prinz Hussam bin Saud bin Abdulaziz Al Saud (arabisch حسام بن سعود آل سعود, DMG Ḥusām b. Saʿūd b. ʿAbd al-ʿAzīz Āl Saʿūd; geb. 23. Mai 1960) ist ein saudi-arabischer Politiker und Mitglied des Hauses Saud. Er ist Gouverneur der Provinz al-Baha.

## Leben
Hussam wurde 1960 als Sohn König Sauds und dessen Ehefrau Nura bint Abdullah Al Damir geboren.
Er hält seit 1981 einen Bachelor in Wirtschaftswissenschaften von der Birbeck University of London. An derselben Universität machte er 1985 einen Master und erhielt 1995 einen PhD.
Zwischenzeitlich war er Vorsitzender von Zain Saudi Arabia.
Im April 2017 wurde er als Nachfolger seines Halbbruders Mishari bin Saud, ebenfalls ein Sohn König Sauds, zum Gouverneur der Provinz al-Baha ernannt.
2018 wurde er in Großbritannien in Abwesenheit zu einem Jahr Haft verurteilt. Grund dafür war, dass er ein vorheriges Urteil eines Londoner Gerichts missachtete, bei dem er über 500 Millionen Dollar zahlen sollte. Bei diesem ging es um einen Kreditstreit zwischen ihm und einem Unternehmen aus Kuwait.
Laut den Panama Papers besitzt er eine Briefkastenfirma auf den Britischen Jungferninseln.

## Familie
Hussam ist mit seiner Cousine Sara bint Musaid, einer Tochter seines Onkels Musaid bin Abdulaziz, verheiratet und Vater von vier Söhnen und einer Tochter.
Sein Sohn Khalid heiratete im Februar 2014 Nura bint Faisal bin Muqrin, eine Enkelin des späteren abgesetzten Kronprinzens Muqrins.